# Venerable, Antigua y Penitencial Cofradía del Santísimo Cristo de la Sangre (Albacete)
La Venerable, Antigua y Penitencial Cofradía del Santísimo Cristo de la Sangre es una cofradía de la Semana Santa de Albacete (España).
Tiene su sede canónica en la Iglesia de El Buen Pastor. Fue fundada en 2013. Cuenta con una imagen cedida por el Ayuntamiento de Albacete: Cristo de las Misericordias (1880).
Procesiona en Viernes de Dolores y Sábado Santo. Su vestimenta está compuesta por traje negro, camisa blanca y corbata negra.

## Enlaces de interés
- Wikimedia Commons alberga una categoría multimedia sobre Venerable, Antigua y Penitencial Cofradía del Santísimo Cristo de la Sangre.

- Datos: Q43260985